# Río Sajur
El río Sajur (en árabe: نهر الساجور‎, romanizado: Nahr as-Sājūr /næhr æs sæːˈd͡ʒuːr/; en turco: Sacır Suyu) es un río de 108 kilómetros de largo que nace en Turquía y desemboca en el Éufrates en Siria. Es el más pequeño de los tres ríos que desembocan en el Éufrates en Siria, y el único que se une al Éufrates en su orilla occidental. La ocupación de la cuenca del Sajur comenzó en el Paleolítico inferior y continúa hasta hoy.

## Curso
El río Sajur tiene una longitud de 108 kilómetros, de los cuales 60 están en Turquía y 48 en Siria. Se cree que nace en un lugar al oeste de Gaziantep, llamado Sacır Başı en turco. Su nombre cambia a Kavaklık deresi en las afueras históricas de Gaziantep, luego a Alleben deresi en el casco antiguo, y más tarde a Tabakhane deresi (lit. arroyo de la curtiduría). Al salir de la ciudad vieja, se convierte en Kara Akar (lit. flujo negro), recuperando poco después su nombre original de Sajur. Desde allí, el Sajur fluye hacia el sureste hasta cruzar la frontera entre Siria y Turquía. A continuación, el río continúa en dirección este hasta unirse al Éufrates en su margen derecha, en la zona inundada por el embalse de la presa de Tishrin. En Siria, el río corta un valle en la llanura de Manbiŷ  que está entre 20 y 100 metros por debajo del nivel de la llanura, y hasta 500 metros de ancho. El caudal medio es de 4,1 metros cúbicos por segundo. El caudal máximo, que se produce en los meses de febrero y marzo, es de 7 metros cúbicos por segundo, mientras que el caudal mínimo, registrada entre junio y octubre, es de 1,4 metros cúbicos por segundo. El caudalmedia anual es de 0,14 kilómetros cúbicos. Tanto en términos de longitud como de caudal, el Sajur es el más pequeño de los tres ríos que se unen al Éufrates en suelo sirio, siendo los otros dos el Balikh y el Jabur.

## Cuenca hidrográfica
La cuenca hidrográfica del Sajur tiene superficie total de 2042 kilómetros cuadrados. La parte siria de la cuenca del Sajur, la llanura de Manbiŷ, ha sido especialmente estudiada. Esta zona limita al norte con la frontera sirio-turca y se extiende hasta el sur de Manbiŷ. Al oeste, la llanura de Manbiŷ está delimitada por afloramientos de basalto, probablemente los restos de un volcán del Plioceno. En el sureste de la llanura, los afloramientos de piedra caliza obligan al Éufrates a entrar en el desfiladero de Qara Quzaq. Estos afloramientos alcanzan una altura de 80-100 metros sobre la llanura. La llanura de Manbij alcanza alturas de 500-520 m s. n. m.  en el norte, el oeste y el sur, y desciende hasta 420 metros  hacia el este. En la parte occidental de la cuenca  se encuentran terrenos planos con suelos fértiles de color marrón rojizo, y esta zona es adecuada para la agricultura. Hacia el este y a lo largo del Sajur, la llanura está salpicada por numerosos uadis, lo que hace que estas partes de la zona sean menos adecuadas para la ocupación humana y la agricultura. La llanura de Manbij experimenta un clima continental. Las temperaturas medias oscilan entre los 5 °C (41 °F) en enero y los 30 °C (86 °F) en julio. La precipitación media anual es de 300 milímetros, pero oscila entre un mínimo de 141 milímetros al año en los años secos y 424 milímetros al año en los años excepcionalmente húmedos. Aunque gran parte de la zona está cultivada en la actualidad, las investigaciones combinadas de paleobotánica, clima y vegetación sugieren que la cuenca soportaría una vegetación boscosa xérica con bosque abierto de robles y rosáceas (familia de las rosas/ciruelas) en ausencia de actividad humana.

## Historia
La ocupación de la cuenca del río Sajur comenzó ya en el Paleolítico inferior, como demuestran los artefactos de piedra achelenses. También se han encontrado artefactos del Paleolítico medio.

## Economía
Tanto Turquía como Siria utilizan el agua del Sajur para el riego. Desde el siglo XIX, la ocupación y el cultivo de la cuenca del Sajur han aumentado constantemente, sobre todo en la parte occidental, más fértil, de la zona. La introducción de bombas motorizadas ha provocado un descenso considerable de la capa freática, con el resultado de que muchos pozos se han secado. Turquía ha construido la presa de Kayacık en el Ayfinar Deresi, uno de los dos arroyos que se unen para formar el Sajur. Esta presa de 45 metros de altura crea un embalse con una superficie de 11 kilómetros cuadrados. En la parte siria del Sajur se está construyendo una presa con una capacidad prevista de 0,0098 kilómetros cúbicos. La ciudad de Alepo vierte parte de sus aguas residuales en el sistema de drenaje del Sajur.